# WTA-toernooi van Nur-Sultan
Het WTA-toernooi van Nur-Sultan is een jaarlijks terugkerend tennistoernooi voor vrouwen dat onderdeel is van het tennistoernooi van Nur-Sultan en wordt georganiseerd in Nur-Sultan, beter bekend als Astana, de hoofdstad van Kazachstan. De officiële naam van het toernooi is Astana Open.
De WTA organiseert het toernooi, dat in de categorie "WTA 250" valt en wordt gespeeld op hardcourtbinnenbanen. Het werd voor het eerst georganiseerd in 2021 en kwam in de plaats van, wegens de coronapandemie geannuleerde, Aziatische toernooien.
Een week eerder wordt op dezelfde locatie het ATP-toernooi van Nur-Sultan voor de mannen gehouden. Dit mannentoernooi is één jaar ouder, en bestaat al sinds 2020.

## Finales

### Enkelspel
| Datum      | Naam        | Cat.    | ($)     | Ondergrond        | Winnares            | Verliezend finaliste | Uitslag       |         |
| ---------- | ----------- | ------- | ------- | ----------------- | ------------------- | -------------------- | ------------- | ------- |
| 2021-09-27 | Astana Open | WTA 250 | 235.238 | hardcourt, binnen | Alison Van Uytvanck | Joelija Poetintseva  | 1-6, 6-4, 6-3 | details |

### Dubbelspel
| Datum      | Naam        | Cat.    | ($)     | Ondergrond        | Winnaressen                         | Verliezend finalistes                   | Uitslag          |         |
| ---------- | ----------- | ------- | ------- | ----------------- | ----------------------------------- | --------------------------------------- | ---------------- | ------- |
| 2021-09-27 | Astana Open | WTA 250 | 235.238 | hardcourt, binnen | Anna-Lena Friedsam Monica Niculescu | Angelina Gaboejeva Anastasija Zacharova | 6-2, 4-6, [10-5] | details |